# كوشة العقد

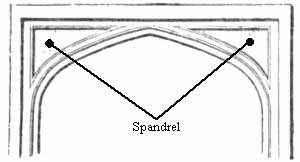
كوشات قوس تيودور

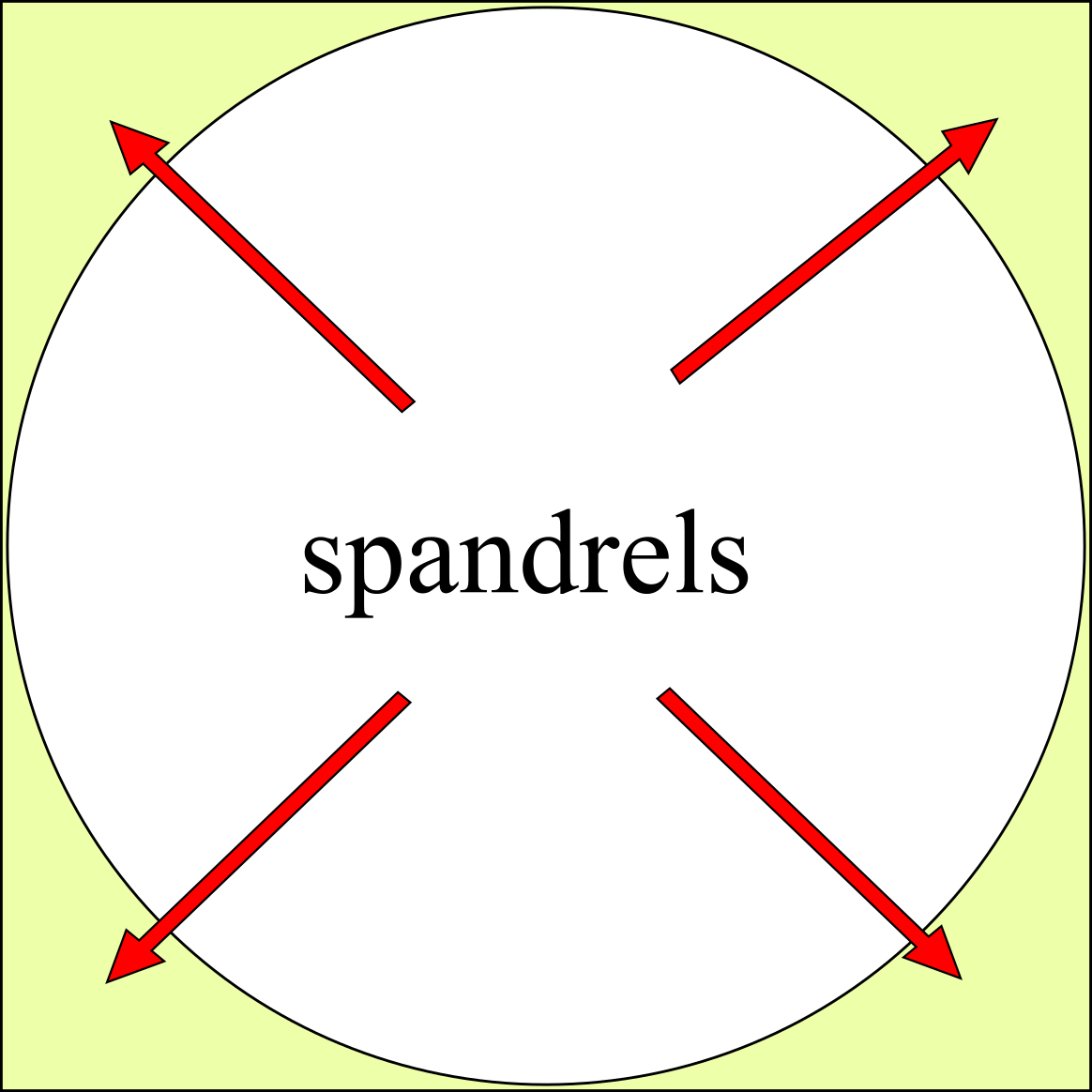
كوشات دائرة داخل مربع

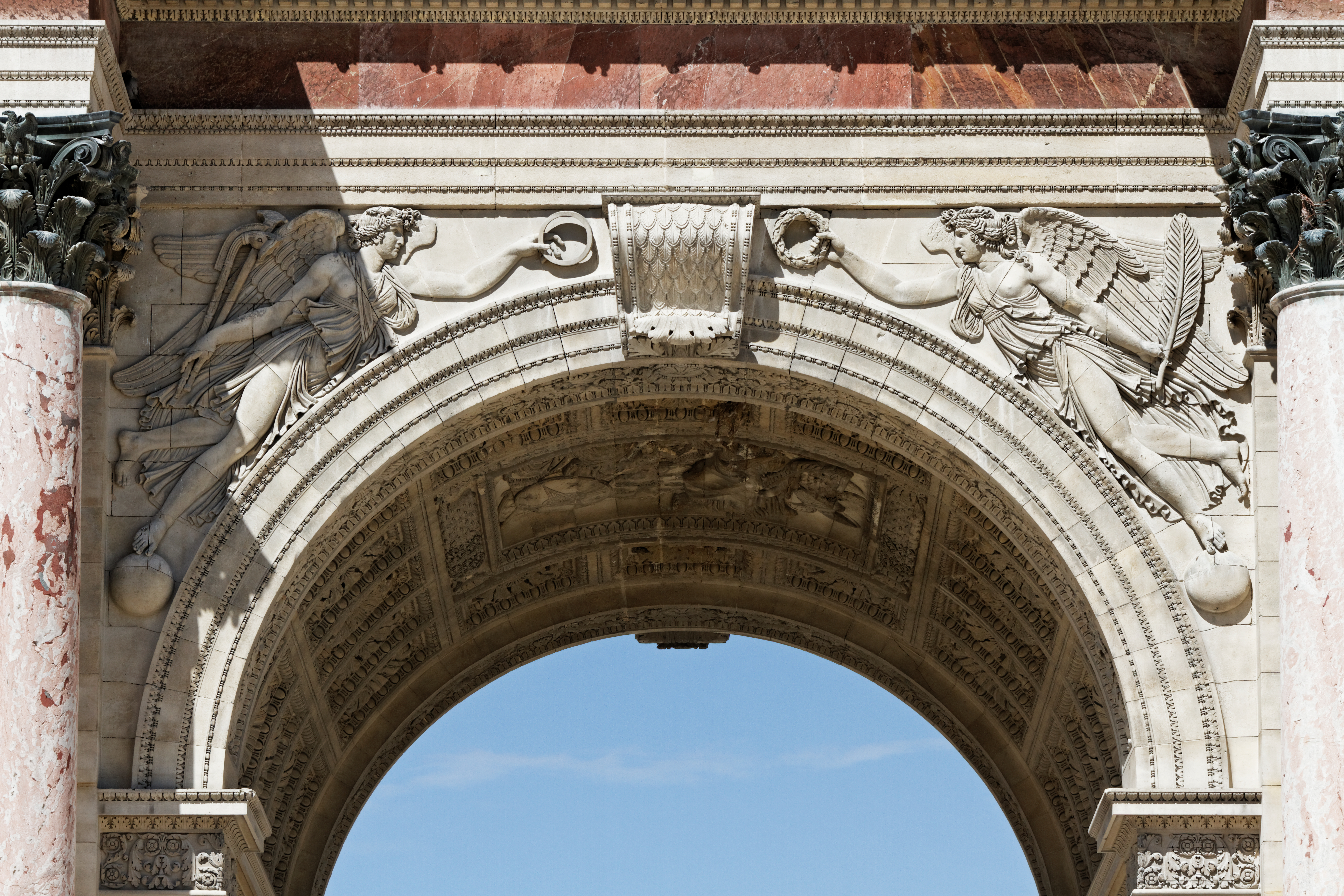
أرقام كوشات من الانتصارات المجنحة ، قوس النصر الكاروسيل ، باريس

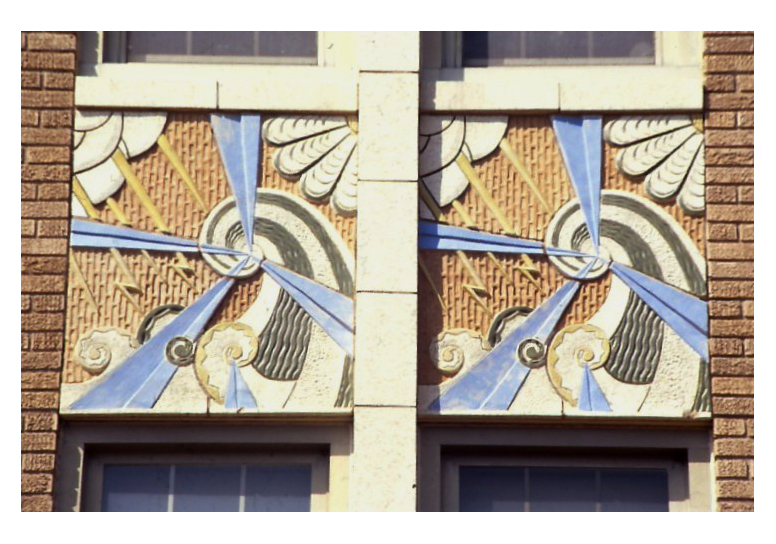
ألواح كوشات

كوشة العقد أو بُنَيْقَة العقد أو توشيحة العقد أو الطبَّان هي مساحة مثلثة الشكل تقريبًا، توجد عادةً في أزواج، بين الجزء العلوي من القوس وإطار مستطيل، بين الجزء العلوي من قوسين متجاورين، أو واحدة من المساحات الأربع بين دائرة داخل مربع. وهي غالبًا ما تكون مليئة بالعناصر الزخرفية.

## المعنى
هناك أربعة أو خمسة معاني مقبولة ومتجانسة لمصطلح "كوشات العقد" في التاريخ المعماري والفني، تتعلق في الغالب بالمساحة بين الشكل المنحني والحدود المستطيلة - مثل المساحة بين منحنى القوس وقوالب الحدود المستقيمة، أو مساحة الحائط المحدودة بالأقواس المتجاورة في الرواق والمسار أو القوالب فوقها، أو المساحة بين الميدالية المركزية للسجادة وزواياها المستطيلة، أو المساحة بين الوجه الدائري للساعة وزوايا المربع الذي يكشفه غطاءها. يشمل ذلك أيضًا المساحة الموجودة أسفل درج السلم ، إذا لم تكن مشغولة بدرج سلم آخر.
في مبنى مكون من أكثر من طابق، يُستخدم مصطلح سباندل أيضًا للإشارة إلى المساحة بين الجزء العلوي من النافذة في طابق واحد وعتبة النافذة في الطابق الذي يليه. يُستخدم المصطلح عادةً عندما يكون هناك لوحة منحوتة أو عنصر زخرفي آخر في هذه المساحة، أو عندما تُملأ المساحة بين النوافذ بزجاج معتم أو شفاف، وفي هذه الحالة يسمى زجاج كوشات العقد. في البناء الخرساني أو الفولاذي، يُعرف العارضة الخارجية الممتدة من عمود إلى عمود والتي تحمل عادةً حمل جدار خارجي باسم عارضة كوشات العقد.
في الزخرفة المعمارية، تسمى العناصر الزخرفية الأفقية المعلقة فوق الفتحات الداخلية والخارجية بين الأعمدة بالزخارف. يمكن أن تكون مصنوعة من الخشب المنشور، والكرات والمسامير ، والمغازل [الإنجليزية] . تُعرف الكوشات الخشبية المزخرفة باسم كوشات خبز الزنجبيل [الإنجليزية] . إذا كانت على شكل قوس، فإنها تسمى قوس خبز الزنجبيل. عادةً ما تكون الحواف الموجودة فوق الأبواب ذات العمل العمودي القوطي [الإنجليزية] مزخرفة بشكل غني. في كلية ماجدالين بأكسفورد ، يوجد مثقوب واحد. يتم أحيانًا تزيين إطار الباب في المنطقة المزخرفة، لكنه نادرًا ما يشكل جزءًا من تكوين المدخل نفسه، حيث يكون عادةً فوق الملصق.

## القباب
يمكن أن تظهر كوشات العقد أيضًا في بناء القباب وهي نموذجية في الهندسة المعمارية الكبرى من العصور الوسطى. عندما كانت هناك حاجة إلى أن تستقر القبة على قاعدة مربعة أو مستطيلة، تُرفع القبة فوق مستوى الأعمدة الداعمة، باستخدام كوشات ثلاثية الأبعاد تسمى الحنية الكروية تأخذ وزن القبة وتركزه على الأعمدة.[بحاجة لمصدر]

## طالع أيضًا
- الحيز ، وهي منطقة تضم الكوشات ولبنة العقد ، وتمتد أحيانًا إلى الأرضية أيضًا
- عمارة الكاتدرائية
- الزوايا المعلقة في علم الأحياء [الإنجليزية]
- حنية مقرنصة
- سكموروف [الإنجليزية]